# Love-shyness
Die Bezeichnung Love-shyness (etwa Liebesschüchternheit) wurde vom US-amerikanischen Psychologen Brian G. Gilmartin geprägt und beschreibt eine bestimmte Form von chronischer Schüchternheit. Laut der Definition, die er 1987 in seinem Buch Shyness & Love: Causes, Consequences, and Treatments veröffentlicht hat, ist es für von Love-shyness Betroffene schwierig, gegenüber potentiellen Sexualpartnern positiv zur Geltung zu kommen. Insbesondere ist es für Betroffene aufgrund starker Angstgefühle oft unmöglich, mit als attraktiv empfundenen Menschen eine Konversation zu starten.

## Gilmartins Definition
Gilmartin hat sechs Kriterien für jeden „liebesschüchternen“ Mann, den er im Rahmen seiner Studie untersucht hat; definiert:
- Er ist jungfräulich, das heißt, er hat noch keinen Geschlechtsverkehr erlebt.
- Er ist ein Mann, der sehr selten mit Frauen ausgeht.
- Er ist ohne Erfahrung mit Liebesbeziehungen. (vgl. Absolute Beginners)
- Er leidet unter seinem Mangel an amourösen Erfahrungen.
- Er leidet unter Ängsten, die ihn davon abhalten, sich Frauen zu nähern. Dies ist der essentielle Punkt von „Love-shyness“.
- Er ist heterosexuell.

Gilmartin hat die Existenz von weiblichen oder homosexuellen Love-shyness-Betroffenen nicht ausgeschlossen, aber angezweifelt, dass sie dieselben negativen Effekte wie ihre heterosexuellen männlichen Leidensgenossen erleben und angenommen, dass sich dieser Zustand bei ihnen unterschiedlich manifestiert – hauptsächlich aufgrund der sozialen Rollenverteilung, die heterosexuelle Männer in die „aktive“ Rolle bei der Beziehungsanbahnung zwingt.

## Gilmartins Untersuchung
Nach Gilmartin können Personen aller Altersgruppen, Ethnien, Geschlechter und sexueller Orientierungen liebesschüchtern sein. Vor allem sind nach Gilmartin aber hauptsächlich heterosexuelle Männer von Liebesschüchternheit betroffen. Gilmartin hat das Phänomen bei heterosexuellen Männern untersucht und ist zum Schluss gekommen, dass Love-shyness ca. 1,5 Prozent aller US-amerikanischen Männer betrifft und damit ungefähr 1,7 Millionen US-Männern Heirat oder Erleben von Intimkontakt mit Frauen verwehrt. Er studierte 200 liebesschüchterne College-Studenten (Alter 19–24 Jahre), 100 ältere liebesschüchterne Männer (Alter 35–50 Jahre) und eine Vergleichsgruppe von 200 „nichtschüchternen“ Studenten. Gilmartin beabsichtigte nicht, die nichtschüchternen Männer als den typischen Mann darzustellen, und sie wurden nur rekrutiert, sofern sie sozial sehr aktiv waren.

## Ähnliche Begriffe
Ein weiterer Begriff für Menschen ohne Beziehungserfahrung ist Absolute Beginners. Dieser wird vor allen Dingen im deutschsprachigen Raum verwendet. Einige Sexualtherapeuten, wie die Dänin Ann-Marlene Henning, verwenden synonym zu Absolute Beginners den Begriff Late Starters.
Im französischsprachigen Raum spricht man von Virginité tardive oder auch von Timidité amoureuse (als Übersetzung des englischen Begriffs Love-shyness). In diesen Ländern haben sowohl eine mediale Rezeption und wissenschaftliche Untersuchungen zum Thema stattgefunden und es existieren Internetforen für Betroffene.
In Japan gibt es für junge Männer ohne sexuelle Beziehung die Bezeichnung Sōshoku Danshi. Eine repräsentative Umfrage der Japan Times ergab, dass ihr Anteil sich seit 2008 mehr als verdoppelt hat und im Jahr 2015 bereits 18 Prozent erreichte. Die Abnahme sexueller Beziehungen betrifft jedoch auch junge Frauen, wobei sehr lange Arbeitszeiten (bis zu 80 Stunden pro Woche) sowie fehlende Anerkennung psychischer Erkrankungen (wie Depression), die für diesen Trend verantwortlich gemacht werden, beide Geschlechter betreffen.

## Abgrenzung zuInvoluntary Celibacy
Der Begriff Incel als Kurzform von Involuntary Celibate (unfreiwillig zölibatär lebender Mensch) meinte ursprünglich dasselbe wie Love-shyness. Mittlerweile hat er sich jedoch zur Selbstbezeichnung einer Subkultur überwiegend heterosexueller Männer in den USA entwickelt, die anders als bei Love-shyness über sehr entschiedene, relativ einheitliche Erklärungen für ihren Status verfügen. Die Incels sind der Auffassung, dass sie von Frauen vorsätzlich zurückgewiesen würden und betrachten sich selbst als des von ihnen für existent befundenen Rechts auf Liebe und Sexualität beraubt. In Extremfällen billigen manche Incels aus diesem Grund auch offen Gewalt gegen Frauen und gegen sexuell aktive Männer.

## Mediale Rezeption
- Love Alien – 30, männlich, ungeküsst: 73-minütiger, autobiographischer Dokumentarfilm von Regisseur Wolfram Huke, entstanden als Koproduktion des Bayerischen Rundfunks und der Münchner Hochschule für Fernsehen und Film (HFF) aus dem Jahr 2013.[5] Homepage zum Film
- Wie ist das JUNGFRAU MIT 29 ZU SEIN? auf YouTube von und mit Leeroy Matata
- Mitte 20 und ohne Beziehung | Gesundheit unter vier Augen (mit Marvin Wildhage) von Die Techniker
  - Teil 1 auf YouTube
  - Teil 2 auf YouTube
- Fast 40 und noch Jungfrau: Wie geht Jana damit um? auf YouTube aus der Reihe 37 Grad
- Von follow me.reports:
  - Kein Kuss, kein Sex, keine Beziehung: 23 & Jungfrau auf YouTube
  - 21 & Jungfrau: Warum klappt es bei Jonas nicht? auf YouTube über Love-shyness und Pick-Up Artists
- Schweizer Radio und Fernsehen (SRF): Input – Liebe lernen mit einem Ersatzpartner auf Zeit. über Absolute Beginners und Surrogatpartnerschaft von Sabine Meyer auf Radio SRF 3 (Schweizerdeutsch und Schweizer Hochdeutsch)